# Agrochola tripolensis
Agrochola tripolensis är en fjärilsart som beskrevs av George Francis Hampson 1914. Agrochola tripolensis ingår i släktet Agrochola och familjen nattflyn. Inga underarter finns listade i Catalogue of Life.